# John Dawson Winter III
John Dawson Winter III je studiové album amerického bluesového kytaristy Johnnyho Wintera, vydané v roce 1974. Název alba je stejný jako rodné jméno Johnny Wintera. Na albu hraje i jeho bratr Edgar Winter a také bratři Michael a Randy Breckerovi.

## Seznam skladeb
1. Rock & Roll People – 2:43
2. Golden Olden Days Of Rock & Roll – 3:01
3. Self Destructive Blues – 3:28
4. Raised On Rock – 4:39
5. Stranger – 3:54
6. Mind Over Matter – 4:10
7. Roll With Me – 3:03
8. Love Song To Me – 2:06
9. Pick Up On My Mojo – 3:22
10. Lay Down Your Sorrows – 4:05
11. Sweet Papa John – 3:09

## Sestava
- Johnny Winter – kytara, harmonika, zpěv
- Edgar Winter – klávesy, saxofon, zpěv
- Rick Derringer – kytara
- Randy Jo Hobbs – baskytara
- Richard Hughes – bicí
- Kenny Ascher – klávesy
- Michael Brecker – saxofon
- Randy Brecker – trubka
- Louis del Gatto – saxofon
- Paul Prestopino – perkuse
- David Taylor – pozoun
- Mark Kreider – doprovodný zpěv v „Raised on Rock“